# لوكاس كاري
لوكاس كاري (بالإنجليزية: Lukas Carey)‏ (17 يوليو 1997 في المملكة المتحدة - ) هو لاعب كريكت بريطاني. لعب مع نادي مقاطعة غلاموركن للكريكت ‏.

## وصلات خارجية
- لوكاس كاري على موقع إي آس بي آن كريك إنفو (الإنجليزية)